# ローザンヌ会議
ローザンヌ会議（ローザンヌかいぎ）は、第一次世界大戦の敗戦国ドイツの賠償を緩和するため、イギリスとフランスのよびかけによりスイスのローザンヌで1932年に開催された会議。

## 背景
ヴェルサイユ条約の下で定められた高額な賠償金は、1924年のドーズ案によって返済方式が緩和され、1929年からはヤング案で賠償総額も低減された。しかし、世界恐慌の発生で、ドイツの経済は再び深刻な危機を迎えた。このため、アメリカ大統領フーバーによるモラトリアムで、1931年の支払いは猶予された。その後もドイツ経済が好転しないため、1932年以降の賠償金支払いを話し合うために行われたのが、この会議である。

## 内容
会議は、ローザンヌで1932年6月16日から7月9日まで行われた。ドイツのブリューニング首相は、支払い再開は不可能だとして、今後の賠償金支払いの免除を求めたが、これは受け入れられなかった。最終的に、これまで賠償した金額（総額の約1/8）に加え、さらに30億金マルクを支払うことで合意され、協定が結ばれた。
しかし、この協定は、批准されなかった。協定の前提として、アメリカが連合国に有する戦争債務を軽減することが予定されていたが、アメリカ議会がこれに同意しなかったためである。一方、ドイツでは、ナチスや共産党がこの内容はまだ不十分だと反対し、ヴェルサイユ体制の打破を訴えるヒトラーが首相に就任し、支払いは行われなくなった。